# Hieronim z Koprzywnicy
Hieronim z Koprzywnicy (ur. i zm. XVI/XVII w.) – polski mnich cysterski i kompozytor. Jego jedyny znany utwór, Veni Sancte Spiritus na chór męski a cappella (dwa tenory i bas), zawarty został w pierwszym tomie Tabulatury peplińskiej.
Veni Sancte Spititus, powstałe prawdopodobnie w tym samym czasie co Tabulatura, charakteryzuje się techniką imitacyjną opartą na strettach oraz zastosowaniem techniki koncertującej. Obsada nawiązuje do formy canzonetty.